# Délégation de l'Union européenne

Union européenne
États accueillant une délégation de l'Union

Les délégations de l'Union sont les ambassades qui assurent la représentation extérieure de l'Union européenne dans les pays tiers et auprès des organisations internationales. Leurs fonctions sont à la fois de nature politique et administrative, elles se réalisent sous l'autorité du Haut Représentant de l'Union pour les affaires étrangères et la politique de sécurité, au sein du Service européen pour l'action extérieure (SEAE).
En outre, les 139 délégations de l'Union sont responsables de la coordination, quand cela est possible, des représentations diplomatiques des États membres. Elles sont également responsables de l'organisation et de l'accueil des visites que peuvent effectuer dans le pays ou l'organisation les autorités de l'Union, en particulier le Président du Conseil européen, les membres de la Commission européenne ou les députés du Parlement européen.

## Histoire

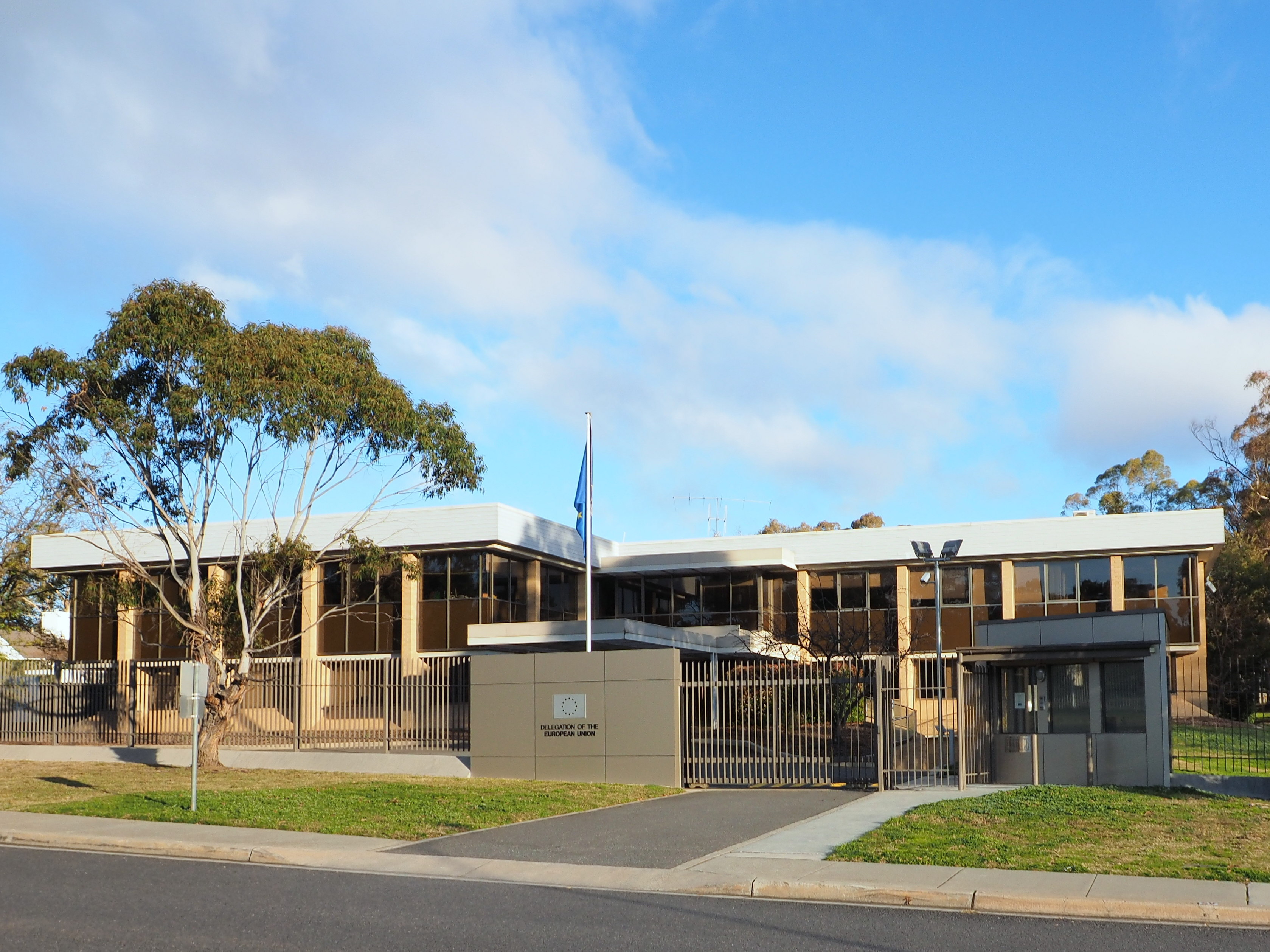
Délégation de l'UE à Canberra pour l'Australie et la Nouvelle-Zélande.

Le prédécesseur de l'Union, la Communauté européenne du charbon et de l'acier (CECA), ouvre sa première mission à Londres en 1955, trois ans après que des pays tiers commencent à établir des missions auprès de la Communauté à Bruxelles.
Le nombre de délégations a augmenté à partir des années 60 à la suite de la fusion des institutions exécutives des trois Communautés européennes dans une Commission unique. Néanmoins, certains États sont réticents pour accepter que les délégations de l'Union reçoivent le plein statut de mission diplomatique.
Le traité de Lisbonne permet à l'Union de créer un véritable service de représentation diplomatique cohabitant avec ceux des États membres.

## Rôle
Le rôle définit dans le TFUE et présenté par la SEAE est de rendre « l'action extérieure de l'Union européenne plus cohérente et efficace et de renforcer ainsi l'influence de l'UE dans le monde ». Les délégations et leurs représentants entretiennent un contact permanent avec les autorités des pays et organisations internationales auprès desquels ils travaillent mais également avec les milieux économiques et les sociétés civiles. Leur travail est également d'informer le grand public, les professionnels, associations et organismes publics du rôle de l'UE dans le monde et dans leurs pays.
Les délégations travaillent en partenariat avec les ambassades et consulats des États membres de l'UE et se substituent parfois à leurs fonctions lorsqu'il s'agit de compétences propres à l'Union européenne ; c'est le cas notamment en ce qui concerne les relations commerciales et agricoles, la gestion de la politique étrangère de l'UE et la mise en œuvre des accords d'associations.
Les délégations peuvent également contribuer à donner une meilleure visibilité de l'UE par la mise en œuvre d'activités culturelles, sociales, environnementales et économiques financées sur le budget de l'UE.

## Fonctionnement
Chaque délégation de l'Union est dirigée par un chef de délégation, chargé de promouvoir et de coordonner les différents domaines de son activité. Ces fonctions peuvent être étendues à plusieurs pays (c'est notamment le cas pour les pays insulaires : la délégation des Fidji couvre également les Îles Cook, les États fédérés de Micronésie, les Kiribati, Niue, les Palaos, les Îles Marshall, le Samoa, les Îles Salomon, les Tonga, les Tuvalu et le Vanuatu) ou à des organisations internationales : la délégation de la Barbade gère également les relations avec l'OECS, la CARICOM et le Cariforum).
Les délégations de l'Union ont été établies par le traité de Lisbonne, qui depuis son entrée en vigueur le 1er décembre 2009 a unifié les représentations sectorielles antérieures des institutions communautaires, qui, de par leur éparpillement nuisaient à la visibilité extérieure de l'Union. C'est la raison pour laquelle ces nouvelles missions diplomatiques sont souvent assimilées à de véritables ambassades européennes, cette assimilation sémantique peut être acceptée à condition que l'on retienne le caractère véritablement sui generis que représente en droit international les services extérieurs du premier service diplomatique multinational du monde.
Les délégations de l'Union peuvent pour des occasions particulières, accueillir un représentant spécial, désigné par le Conseil sur proposition du Haut Représentant, chargé d'un mandat politique ou diplomatique concret.

### Ambassadeurs
Dans chaque délégation se trouve un chef de délégation, qui a le rang d'ambassadeur. Le chef de délégation exerce son autorité sur tout le personnel de la délégation et sur toutes ses activités, il est responsable de l'ensemble de la délégation et de sa gestion globale en face du Haut Représentant, de qui il reçoit ses instructions. Lorsque la Commission lui donne des instructions sur des politiques déterminées, elles sont exécutées sous sa responsabilité.
Les chefs de délégation sont nommés par le Haut Représentant avec l'approbation du Conseil après avoir été entendu par la Commission des Affaires Extérieures du Parlement européen.

### Représentants spéciaux
Les représentants spéciaux assurent des missions diplomatiques spécifiques dans certains pays ou régions et sous l'autorité conjointe du Haut Représentant et du président de la Commission européenne. En fonction de la zone d'intervention octroyée par son mandat, il peut arriver que lui et son équipe occupent conjointement une délégation avec l'ambassadeur en poste.

## Compléments